# La Espero
La Espero (рус. Надежда) — стихотворение Л. Заменгофа на языке эсперанто. Положенное на музыку Фелисьена Меню де Мениля, оно стало традиционным (хоть и не официальным) гимном эсперанто-движения.

## История создания
Заменгоф написал лишь девять оригинальных стихотворений на эсперанто. Стихотворение «La Espero» было опубликовано в 1890 году и быстро стало популярным. Уже в том же году его положил на музыку шведский эсперантист, член Королевской Академии Наук Клас Адольф Адельшёльд (швед. Claes Adolf Adelsköld). В январе 1892 года газета «La Esperantisto» радостно приветствовала этот факт и подчёркивала, что это — «первое оригинальное музыкальное произведение „на нашем языке“».
Несмотря на то, что музыка Адельшёльда приобрела среди эсперантистов определённую популярность, никакого официального статуса она не получила. Сам Заменгоф, похоже (согласно некоторым его письмам), предпочёл бы видеть в качестве гимна другое своё стихотворение «La Vojo» (рус. Путь), которое ему нравилось больше.
На стихотворение «La Espero» было написано ещё несколько мелодий (помимо написания оригинальной музыки для него пытались адаптировать уже существующие мелодии, например, гавот Люлли), однако кроме первой версии Адельшёльда значительную известность приобрела лишь версия французского эсперантиста Фелисьена Меню де Мениля (фр. Félicien Menu de Ménil), написанная в начале XX века.
На первом всемирном конгрессе эсперанто (1905) был официально принят флаг эсперанто, однако вопрос о гимне было решено отложить до следующего конгресса. Тем не менее, ни на одном из последующих конгрессов никакого официального решения по поводу гимна не было вынесено. На эсперанто-встречах разного масштаба некоторое время исполнялись различные версии гимна, однако версия Фелисьена Меню де Мениля мало-помалу становилась более популярной. «Официальной» она стала восприниматься большинством эсперантистов не позднее начала 1920-х годов.

## Текст
Стихотворение «La Espero» состоит из шести строф, написано пятистопным хореем с женскими рифмами и перекрёстной системой рифмовки. Будучи весьма знаковым текстом для эсперантистов всего мира, стихотворение было переведено на многие языки. Среди русских переводов чаще всего цитируется перевод С. Вайнблата. Ниже приводится оригинал текста с дословным и художественным переводом.
| Оригинал En la mondon venis nova sento, Tra la mondo iras forta voko; Per flugiloj de facila vento Nun de loko flugu ĝi al loko. Ne al glavo sangon soifanta Ĝi la homan tiras familion: Al la mond' eterne militanta Ĝi promesas sanktan harmonion. Sub la sankta signo de l' espero Kolektiĝas pacaj batalantoj, Kaj rapide kreskas la afero Per laboro de la esperantoj. Forte staras muroj de miljaroj Inter la popoloj dividitaj; Sed dissaltos la obstinaj baroj, Per la sankta amo disbatitaj. Sur neŭtrala lingva fundamento, Komprenante unu la alian, La popoloj faros en konsento Unu grandan rondon familian. Nia diligenta kolegaro En laboro paca ne laciĝos, Ĝis la bela sonĝo de l' homaro Por eterna ben' efektiviĝos. | Дословный перевод В мир пришло новое чувство, По миру идёт сильный призыв, На крыльях лёгкого ветра Да разнесётся он с места на место. Не к мечу, жаждущему крови, Он тянет человеческую семью: Миру, вечно враждующему, Он обещает святую гармонию. Под святым знаком надежды Собираются мирные бойцы, И быстро растёт дело [эсперанто] Посредством работы надеющихся (эсперантистов). Крепко стоят стены тысячелетий Между разделёнными народами; Но рассыплются упрямые преграды, Разбитые святой любовью. На нейтральном языковом фундаменте, Понимая один другого, Народы сделают в согласии Один большой семейный круг. Наше прилежное сообщество Не утомится в мирной работе До тех пор, пока красивая мечта человечества Не осуществится для вечного блага. | Литературный перевод С. Вайнблата Над землёю новым чувством веет, И призыв разносится по свету; Он на крыльях, словно лёгкий ветер, Облетает быстро всю планету. Не мечом — орудьем разрушенья — Он сплотить желает все народы: Людям, утомившимся в сраженьях, Обещает мир он и свободу. Все, кто верит в счастье дней грядущих, Собрались под мирные знамёна. Под звездой идеи всемогущей Стали мы сильнее и сплочённей. Стены недоверья вековые Разобщили страны и народы; Но сметет препятствия любые Светлая любовь — сестра свободы. Овладевши языком общенья, Хорошо друг друга понимая, Будут жить народы, без сомненья, Как семья единая земная. Полные энергии и страсти, Не устанем яростно трудиться, Чтоб мечта, которой нет прекрасней, Для людей могла осуществиться. |

## Музыка

La Espero

Нынешняя версия гимна (он не имеет никакого официального статуса, но традиционно исполняется при открытии крупных эсперанто-мероприятий) использует музыку французского композитора и эсперантиста Фелисьена Меню де Мениля. Произведение де Мениля написано в мажоре (в середине куплета имеется кратковременный переход в минор), в живом темпе и чётком маршевом ритме.

## Влияние и нынешнее значение
Стихотворение «La Espero» сохраняет важное значение как «объединяющий» фактор для
всего эсперанто-сообщества. Отдельные обороты из текста стихотворения стали на эсперанто устойчивыми выражениями (например, «nova sento» — «новое чувство», под которым понимается эсперантизм; «pacaj batalantoj» — «мирные бойцы», то есть, эсперантисты; «rondo familia» — «семейный круг», под которым понимается сообщество эсперантистов) или дали начало фразеологическим оборотам (например, «dissaltu kiel la obstinaj baroj de miljaroj» — букв. «рассыпься, как упрямые преграды тысячелетий», употребляется в значении «уйди, чтобы и духу твоего здесь не было»). Текст стихотворения приводится в большинстве учебников и курсов эсперанто, поэтому оно является для подавляющего большинства эсперантистов одним из наиболее знакомых и узнаваемых поэтических текстов, в связи с чем его строки нередко используются для различных каламбуров и переделок (например, один из учебных семинаров TEJO носит название «Flugiloj de malfacila vento» — здесь обыгрывается третья строчка стихотворения; ежедневный бюллетень Всемирного конгресса эсперанто в Форталезе (Бразилия, 2002 год) назывался «La Bela Sonĝo de l’ Omaro», что обыгрывает предпоследнюю строчку стихотворения. Стихотворение также становилось темой для анекдотов на эсперанто.
В отличие от стихотворения, песня не играет столь же важной роли. Её как гимн эсперанто-движения исполняют при открытии отдельных крупных эсперанто-встреч (в частности — традиционно как элемент программы открытия Всемирных эсперанто-конгрессов), однако частоту её исполнения вряд ли можно сравнить с таковой у национальных гимнов.
В современном эсперанто-движении находятся как сторонники уменьшения роли нынешнего гимна (вплоть до создания совершенно нового), так и сторонники повышения его значимости.